# Baročne graščine in dvorci v Slavoniji
Graščine so bili od nekdaj domovi vladarjev, bogatih plemiških družin in bogatih posestnikov. Večinoma so bili zgrajeni zunaj naselja: kot takšni so bili sedež velikih posesti s pripadajočimi gospodarskimi poslopji ter bujnimi vrtovi in parki. Reprezentativni namen vsake graščine je pogojeval njeno zunanjo podobo in notranjo prostorsko ureditev ter predvsem njene velike dimenzije - na primer okrašene fasade, impozantne stopnice, svečano okrašene dvorane z ogledali in podobno - pridobljene v obdobju baroka .
Dvorci (latinsko curia) so bili arhitekturno skromnejše zgradbe kot graščine in so bili domovi nižjega in kmečkega plemstva, župnikov ali kanonikov. Pogosto so bili središče kakršnega posestva, zato jih je bilo včasih težko ločiti od manjših graščin.
V 18. stoletju so na območju današnje Slavonije postavili številne baročne graščine in dvorce.

## Zgodovinski oris

### Zgodovina Slavonije
Od 17. stoletja dalje se Slavonija imenuje območje med štirimi rekami: Drava, Donava, Sava in Ilova. V 17. stoletju je bila razdeljena na zgornjo in spodnjo (turško) Slavonijo. Turki so začeli osvajati Slavonijo leta 1526 in najprej zavzeli utrjena mesta ob že omenjenih štirih rekah. V naslednjih 10 letih so dosegli osrednji del Slavonije, da bi leta 1543 osvojili Daruvar, leta 1552 pa Virovitico. Nadaljnja turška osvajanja so bila ustavljena šele leta 1593 s porazom pri Sisku. Leta 1606 so se Turki po trinajstletni vojni umaknili do reke Ilove, kjer je bila do leta 1684 meja med Hrvaško in Turčijo (Hrvaška). Nato se Slavonija začne deliti na Gornjo (Slavonia superior), zahodno od reke Ilove vse do Hrvaškega Zagorja in v Spodnjo ali Turško Slavonijo, vzhodno od reke Ilove. Zgornja Slavonija je postopoma postala znana kot Hrvaška, Spodnja Slavonija pa je ostala pod imenom, kot ga poznamo danes, Slavonija. Osvoboditev Slavonije se začne leta 1683 po avstrijski zmagi nad Turki pri Dunaju. Leta 1699 je bil v Sremskih Karlovcih med Avstrijo in Turčijo podpisan mir, s čimer sta bili osvobojeni Slavonija in Baranja.
Od začetka 18. stoletja, po Turkih, je Slavonija začela pridobivati dvojno oblast: civilno in vojaško. Na območju civilne ali banove oblasti so se kmalu začele ustanavljati številne fevdalne posesti. Lastniki teh posesti so bili tuje in lokalno plemstvo. Vojaška oblast je bila v delih ob Savi, ki so bili vključeni v Posavsko krajino. S prihodom cesarice in hrvaške kraljice Marije Terezije sta se Hrvaška in Slavonija združili in vzpostavili bansko oblast, Posavska oblast pa je postala Vojna krajina in je spadala pod izključno cesarsko oblast. Šele z ukinitvijo Vojne krajine leta 1881 so bili ustvarjeni predpogoji za priključitev teh hrvaških ozemelj h Hrvaški in na koncu leta 1886 združeni. 

### Plemstvo v Slavoniji
Po izgonu Turkov je bilo treba posestva obnoviti in urediti odnose, kakršni so bili pred turško okupacijo. A plemiških družin skoraj ni bilo. Stare plemiške družine, ki so imele posestva v Slavoniji, so bile razseljene ali izumrle, njihove plemiške listine pa so bile pogosto uničene, za razliko od plemstva v banovinski Hrvaški, ki je imela svojo kontinuiteto in kontinuiteto zemljiške posesti. Zaradi izjemno slabega položaja je dunajski dvor ugotovil, da je Slavonijo osvobodila cesarska vojska in da je zato vladar imel na razpolago vso zemljo. Ker nihče ni želel kupiti tako puste zemlje, je cesarski dvor začel dajati posesti kot donacijo Cerkvi. Vsa slavonska posestva v 18. in 19. stoletju so bila sorazmerno velika (veleposestva), a je bilo tudi veliko manjših posesti v primerjavi s posestmi Banske Hrvaške. Pomembno je tudi, da so bili lastniki večinoma tuje plemstvo, medtem ko so v Banski Hrvaški, na teh manjših posestvih, večinoma prebivali domači plemiči. Konec 19. stoletja je imelo tuje plemstvo, večinoma Nemci in Madžari, v lasti več kot polovico celotne kopenske površine.
Druga delitev, razen domačega in tujega plemstva, je delitev glede tega, ali je posestvo pripadalo cesarskemu dvoru, Cerkvi ali posvetnim gospostvom, kot so zemljiški gospodje in plemiške družine, kar je bil najpogostejši primer. Plemenitost je bila razdeljena na staro, novejše in najnovejše plemstvo. Staro plemstvo je bilo tisto, ki je dobilo položaj med letoma 1438 in 1740. V prvi fazi do leta 1527 se je naslov dobil zgolj na podlagi plemiškega lista ali grba, v drugi fazi - do Marije Terezije - pa je naslove podeljeval kralj habsburški vladar. Marija Terezija je s prihodom rodbine Habsburško-Lotarinške začela s podeljevanjem novejšega, čistega vojaškega plemstva kot nagrado za vojne uspehe ali za dolgoletno služenje vojaškega roka. Najnovejše plemstvo sega po letu 1806 do konca prve svetovne vojne in je razdeljeno na avstrijsko in madžarsko-hrvaško. Ta naziv je bil podeljen s kraljevo donacijo (Donatio Regia) kot nagrada za zasluge v obrambi kralja in domovine.

### Gradnja v Slavoniji
Za Slavonijo je značilna srednjeveška dediščina gradnje in številni utrjeni fevdalni gradovi, nekateri so bili dograjeni in spremenjeni v graščine in dvorce. Najpomembnejša obramba je bil stolp vidne višine in obrambni jarek, ki ga je obdajal (tako imenovan vodni grad) . Na začetku 16. stoletja, še posebej po bitki pri Mohaču leta 1526, so postavili vojaške utrdbe in gradiče, najpogosteje kvadratne v tlorisu s stolpi na vogalih in dvoriščem na sredini. V 17. in 18. stoletju je bila gradnja iz turške okupacije uničena in zgrajene nove cerkve, samostani in gradovi. Zgradili so vojaške utrdbe, obnovili srednjeveške fevdalne gradove in postavili nove baročne graščine. Pomembni arhitekturni podvigi v 18. stoletju so bili gradnja novih vojaških utrjenih mest v nižinah zaradi bližine Turkov in potencialne nevarnosti, postavila pa so se tudi nova baročna mesta, kot je Bjelovar. Vendar se je večina razvila na srednjeveški urbani strukturi, kot je na primer Požega.
Največja posestva na Hrvaškem so bila ravno v Slavoniji, kjer je bilo na veliko večjem območju manjše število velikih posesti. Samo na območju Vojne krajine ni graščin, ker ni bilo plemiških posesti. Po porazu Turkov pri Dunaju leta 1683 in po osvoboditvi Slavonije in izgonu Turkov južno od Save, se je v poznem 17. in začetku 18. stoletja začela gradnja graščin in dvorcev po vsej severni Hrvaški. Slavonija je takrat postala veliko gradbišče. Vendar je bilo Osmansko cesarstvo preblizu (ob Savi) in nihče ni hotel graditi dragih in velikih graščin. Po drugi strani so bili lastniki fevdalnih posesti v 18. stoletju večinoma tujci, ki niso živeli v Slavoniji, zato niso potrebovali reprezentativnih objektov. Slavonske graščine so bile razkošnejše šele v začetku 19. stoletja. Leta 1918 se je s prvo svetovno vojno in propadom Avstro-Ogrske monarhije končalo pomembno obdobje zgodovine Slavonije in Hrvaške, s tem pa tudi čas gradnje graščin.

## Pregled najpomembnejših graščin in dvorcev v Slavoniji

### Lovski dvorec princa Evgena Savojskega v Bilju pri Osijeku
Evgen Savojski po zmagi nad Turki naroči gradnjo baročnega dvorca v Biljah, ki je najstarejši v Slavoniji in Baranji in redek primer graščine z obrambnim jarkom. Njegova obramba spominja na renesančni način obrambe, torej na pozno srednjeveške in renesančne nižinske gradove. Zgrajen je bil v obdobju od 1707 do 1712, torej v prvi polovici 17. stoletja, kot lovski dvorec, ki ga je slavni avstrijski poveljnik zgradil na posestvu, ki ga je leta 1697 dobil za zasluge pri služenju vojaškega roka v boju proti Turkom. Zdi se, da ga je zgradil avstrijski arhitekt Johann Lukas von Hildebrandt, ki je prav tako delal zanj na gradu Belvedere na Dunaju. Po smrti Evgena Savojskega je bil dvorec v Bilju izmenično v lasti avstrijskega dvora, ker Evgen ni imel naslednika. Zadnja obnova gradu je bila leta 1974, danes pa je v njem uprava javnega zavoda Kopački rit.

### Dvorec Eltz v Vukovarju
Grofi Eltz, nemškega rodu, so leta 1736 dobili v posest vukovarsko posestvo. Gradnjo graščine na mestu starega gradu je začel lastnik vukovarskega fevda, grof Anzelmo Kazimir Eltz. V prvotni obliki je bil zgrajena med letoma 1749 in 1751 kot preprost baročno-zgodnje klasičen dvorec. Že leta 1781 je bil narejen prvi večji prizidek, končni videz graščine pa je dobil v poznem 19. in začetku 20. stoletja in se tako razvil iz skromnega dvorca v razkošno graščino srednjeevropskega videza. Veličastne neobaročne fasade obdobja poznega historicizma (1895 - 1907) je zasnoval dunajski arhitekt Viktor Siedek. Osrednji del gradu je bil nato dograjen, zgrajen tristopenjski rizalit, ki je prejšnji preprosti obliki stavbe dal bolj dostojanstven in svečan videz. Zadnja večja prenova gradu je bila med letoma 1968 in 1970, ko so grad prenovili za potrebe Mestnega muzeja Vukovar, ki je bil v gradu do razdejanja mesta ob velikosrbski agresiji na Hrvaško leta 1991.
Graščina je v obliki črke L in je sestavljena iz dveh pravokotnih kril. Glavni del ima dvojno vrsto prostorov, ki jih med seboj povezuje osrednji dolg in ozek hodnik. Reprezentativni saloni se soočajo z manjšim, romantično oblikovanim vrtom in ne z ulico, kot je to najpogosteje. Stopnice so nameščene vzdolž uličnega pročelja, sredi tlorisa graščine. Glavne fasade so zasnovane simetrično z 19 okenskimi conami z ločilnim vencem med pritličjem in prvim nadstropjem ter s pilastri med okni in fasadnim okrasjem nad okni prvega nadstropja. Osrednji del graščine je rizalitno izbočen in dvonadstropen, preostali del pa je enonadstropen. Graščina je ena najbolj razkošnih objektov baročne dobe na hrvaških tleh.

### Graščina Turkovićev v Kutjevu
Že v 13. stoletju (leta 1232) so cistercijani na mestu današnje graščine ustanovili samostan. Po izgonu Turkov je kralj Leopold I. leta 1700 podelil posest jezuitom, ki so tam zgradili svoj kompleks med letoma 1721 in 1735. Zgrajena je bila cerkev, rezidenca in gospodarska poslopja. Jezuiti so bili ukinjeni leta 1773 in posestvo je zamenjalo veliko lastnikov. Leta 1882 je graščino v Kutjevu kupil Vjenceslav Turković in to je bil čas največje gospodarske rasti.
Tloris graščine je že omejeval prejšnji cistercijanski samostan. Sestavljajo ga trokrilni dvorec, cerkev in staro srednjeveško obzidje, v katerem so bile pomožne zgradbe in majhen okrogel stolp na severovzhodu, ki zapirajo notranje dvorišče. Stranski krili sta bili porušeni leta 1918, ko je bila graščina oropana.
Jezuitska rezidenca ima obliko črke U in je imela tri nadstropja: pritličje, prvo nadstropje in podstrešje. Tloris pritličja in prvega nadstropja prikazujeta preprosto shemo: na hodnik, ki je v pritličju na dvoriščni strani stavbe, so nanizane sobe z okni na zunanjih fasadah. V graščino se je vstopilo skozi predprostor sredi glavnega južnega krila, na zahodnem krilu pa je obstajal starejši vhod. Glavna dvorana v nadstropju je bila refektorij, in to v osi južne fasade in osvetljen z okni osrednjega stolpa.
Glavna fasada je simetrično oblikovana z 11 okenskimi odprtinami. Ima izrazit osrednji erker – zaprt izzidek - v obliki stolpa in izrazite kotne rizalite. Fasada matičnega cistercijanskega samostana v Citeauxu v Franciji velja za model takšne fasade. Specifičnost in reprezentativnost glavnemu pročelju daje baročna jabolčna streha stolpa in zvonik cerkve, ki je imel tudi svtlobnico, v času zgodovinsko obnove, po letu 1886 pa jo je nadomestil piramidalni nadstrešek.
Konec 19. stoletja je bil pred glavnim pročeljem majhen park, ki je bil uničen leta 1918, ko je bila graščina porušena. Danes se uporablja kot knjižnica in arheološka zbirka.

### Graščina Prandau-Normann v Valpovu
Današnja graščina v Valpovu je bila zgrajena v prvi polovici 18. stoletja s predelavo in dograditvijo srednjeveške trdnjave, od katere so ohranjeni deli zunanjih zidov, temeljev in sten poznogotske kapele ter okrogel obrambni stolp, zgrajen v začetku 15. stoletja. Trdnjava je bila nižinski vodni grad, obdan z globokim obrambnim jarkom, napolnjenim z vodo iz bližnje reke Karašice.
Tloris trdnjave v obliki nepravilnega podolgovatega trikotnika in nekaj metrov debele zunanje stene je narekoval vse poznejše preurejanje in tako ostal skoraj v celoti ohranjen do danes. Tako je nastala edinstvena in zgodovinsko arhitekturno zelo dragocena srednjeveško-baročna celota, ki je danes med najpomembnejšimi spomeniki profane arhitekture severne Hrvaške.
V prvi polovici 18. stoletja so baroni Prandau, novi lastniki graščine, obnovili poškodovano trdnjavo in na ostankih južnega krila zgradili monumentalno baročno sprednjo palačo z osrednje projiciranim stolpom. Baročna palača je bila v požaru 1801 hudo poškodovana, po njej pa je bila obnovljena v baročno-klasicističnem duhu. Leta 1885 je graščina s poroko postala last družine Earl Normann iz Ehrenfelsa in se takrat preimenovala.
Kompleks današnje graščine sestavljajo srednjeveški stolp, stranski baročni krili, naslonjeni na srednjeveško zunanje obzidje, dvorna kapela, notranje dvorišče in poznobaročna klasicistična palača, katere krila so bila prav tako obnovljena in stropi obokani, in vse še obdaja obrambni jarek.
Od graščine proti jugu se razprostira obsežen krajinski park, ki je eden najdragocenejših zgodovinskih parkov celinske Hrvaške in s katerim tvori edinstveno celoto. Vrednost parka Valpovo se kaže v ohranjanju prvotne vrste angleških krajinskih parkov, kar je na Hrvaškem redkost.

### Graščina Odescalchi v Iloku
Ilok je bil že v 15. stoletju posest bana Nikole Iloškega. Njegov sin Lovro je zadnji predstavnik te  rodbine, ki je izginila s prihodom Turkov. Po osvoboditvi je 30. julija 1697 kralj Leopold I. daroval mesto Ilok rimskemu knezu Liviju I. Odescalchiju. Na severozahodnem vogalu Iloške trdnjave, na mestu današnje graščine knezov Odescalchi, je bil srednjeveški grad, ki ga je verjetno zgradil Nikola Iloški, verjetno pa je bil uničen med avstrijskim obleganjem Iloka in njegovo osvoboditvijo izpod turške okupacije.
V današnji graščini knezov Odescalchi, ki je bila zgrajena v 18. in 19. stoletju, so bili vgrajeni deli sten srednjeveškega gradu, ki so jih zgradili že Turki. Graščino so knezi Odescalchi uporabljali kot poletni dvorec. Leto izgradnje je bilo omenjeno 1721. Zaradi obnavljanja v 19. stoletju je baročnega videza graščine ostalo zelo malo - arkade na sprednji strani in tloris trokrilne stavbe. Pri drugi obnovi (1839) so dodali drugo nadstropje in graščina je dobila današnji videz. Zadnja večja prenova gradu je bila leta 1889 in je dala graščini historicistični videz: rustikalne vogalni zaključki, rustikalno obdelana fasada v pritličju, viseče slepe arkade pod fasadnim vencem, ločilni venci med nadstropji na fasadah, itd.
Graščina v Iloku je dvonadstropna stavba, v obeh nadstropjih pa ima podobno postavitev kot v pritličju - ozek dolg hodnik z odprtimi arkadami na dvorišču spredaj, stopnišče v sredini in pet sob v nizu, z okni na južni strani. Prostori v pritličju in nadstropju so obokani, drugo nadstropje pa ima raven strop.
Zraven gradu je bil v 18. stoletju vrt, od konca 19. stoletja pa tudi park. Graščina od leta 1969 služi kot prostor Mestnega muzeja Ilok in tamkajšnje galerije slik.

### Graščina Esterházyjev v Dardi
Kraljica Marija Terezija je v 18. stoletju, natančneje leta 1749, podelila posestvo s sedežem v kraju Darda v bližini Osijeka, družini Esterházy. Družina je lastnica graščine eno stoletje, leta 1842 pa ga je prodala družini Schaumburg-Lippe. Graščina Esterházy združuje baročno tlorisno zasnovo, ki je bila značilna v času gradnje, vendar imajo fasade tudi značilnosti klasicizma. Zgrajena naj bi bila pred letom 1745.
Graščina je enonadstropna, trokrilna stavba, ki meri 1700 kvadratnih metrov. V središču glavne fasade, je na treh enakih arkadah zastekljena lesena veranda, ki se konča s klasicističnim trikotnim zatrepom. Graščina ima tudi prehod za vozove. Stranski krili sta preprosti, v dvoriščnem delu se nadaljujeta z gospodarskimi poslopji. V kompleks graščine in vrta se vstopa skozi secesijska vrata - ročno delo neznanega mojstra. Med domovinsko vojno je bila graščina porušena in čaka na obnovo. V novejšem obdobju je graščino uporabljalo podjetje Belje (del Agrokorja) kot sedež Agroindustrijskega razvoja. Leta 2009 ga je  darovalo občini Darda s ciljem da ga odpre za javnost.

### Dvorec Pejačević/Schaumburg-Lippe v Virovitici
S prihodom Marije Terezije na oblast je virovitiško posestvo prišlo v posest fevdalca Marka Pejačevića, preko njegovih potomcev pa ga je nasledili Antun Pejačević, ki ga je pozneje porušil in na mestu srednjeveškega vodnega gradu začel graditi nov dvorec po načrtih dunajskega arhitekta Rota. Dvorec je leta 1804 dokončal njegov sin, imenovan tudi Anthony. Leta 1841 je bil prodan knežji družini Schaumburg-Lippe, ki ga je preuredila in mu dala današnji neoklasicistični ali baročno-klasicistični videz. Nato je bil okoli gradu zasajen še park. Leta 1911 je bil dvorec prodan grofu Draškoviću.
Stavba je centralna z osrednjim izrazitim rizalitom. Na sprednji strani rizalita je stopnišče, na dvorišču pa glavni bivalni prostor in altana. Ima tudi prehod za dovoz. Ob straneh ima dva manj izrazita rizalita.
Tako kot v Versaillesu in drugih evropskih palačah je glavna fasada obrnjena proti prevladujoči baročni osi. Pejačevićev dvorec in park sta danes v osrčju Virovitice in spadata med najlepše kulturno-zgodovinske znamenitosti.

### Graščina Pejačević v Našicah
Že leta 1734 je grof Pejačević kupil našiško posest in jo obdržal do leta 1945. Graščina Pejačević je bila zgrajena med letoma 1811 in 1812. Je pravokotnega tlorisa, z devetimi okenskimi odprtinami na južnem vhodu. Osrednji del graščine v širini treh oken je bil poudarjen z večjimi okni in altani, podprto s štirimi masivnimi stebri s tremi loki. Videz graščine je bil popolnoma spremenjen januarja 1865, ko je bil tloris tako povečan, da sta severna in južna fasada dobili trinajst okenskih odprtin, bočni rizaliti so oblikovani kot stolpi s kupolasto streho, na mestu altane je bil dograjen dvorec v obliki globokega rizalita z okrasnim zaključkom z volutami, balustrado in uro, streha pa je postala mansarda in tako skromni baročni dvorec postane razkošna poznobaročna graščina z bogatimi arhitekturnimi elementi. Danes je v graščini muzej lokalne zgodovine mesta Našice.
V središču parka je lovski ali majhen pritlični dvorec. Zgrajen je bil v obdobju neoklasicizma, okoli leta 1905. Je v obliki podolgovatega pravokotnika z osrednjim plitvim in vogalnim globokim rizalitom, tako da je tloris videti kot črka H. Južno vhodno in severno glavno pročelje sta označeni s petnajstimi okenskimi osmi.
Okoli graščine je bil urejen francoski park, ki ga prečkajo poti. Velik park z značilnostmi krajinskih parkov je bil verjetno zasnovan ob veliki prenovi graščine. V drugi polovici 19. stoletja so park razširili na sever, na površje naravnega gozda, kjer je bilo urejeno jezero z otočkom, nato pa je park začel dobivati romantične lastnosti.

### Graščina Hilleprand von Prandau/Mailáth v Donjem Miholjcu
Graščina v Donjem Miholjcu je zgrajena iz dveh delov, ki sestavljata edinstveno celoto. Starejši grad je leta 1818 postavila vdova barona Hillepranda von Prandauja. Poznobaročni pritlični dvorec se zaključi s krožnim okrasnim stolpom na jugovzhodnem vogalu graščine, ki je od njega ločena in povezana s teraso. Zgrajena je bila v poznobaročnem slogu.
Družina Mailáth je leta 1885 dobila Donji Miholjac s poroko v družino Prandau. Gradnja nove graščine se je začela leta 1903 po obisku cesarja Franca Jožefa v Donjem Miholjcu. Zgrajena je v angleškem tudorskem slogu, ime številne stolpe, mansardna okna ter prostorne terase in balkone. Graščina Mailath je ena zadnjih zgrajenih v Slavoniji v duhu lovskega dvorca. Leta 1930 je grof prodal graščino in posestva družini Schlesinger, ki je bila lastnik do leta 1941. Danes je graščina sedež Mestne uprave Donjega Miholjca.

## Druge graščine in dvorci v Slavoniji
Nekatere druge graščine in dvorci so še:
- Graščina Cernik v občini Cernik
- Dvorec Mihalović v Feričancih
- Trdnjava Brod v Slavonskem Brodu
- Graščina v Kneževem
- Kaptolski kanonski dvorec v Đakovu
- Graščina Gosseau-Sandor-Khuen v Nustru